# Amerikaanse presidentsverkiezingen 1816
De Amerikaanse presidentsverkiezingen van 1816 gingen tussen de Democratisch-Republikeinse kandidaat James Monroe en zijn Federalistische rivaal Rufus King.

## Campagne
De Oorlog van 1812 had van de Federalistische Partij een steeds minder invloedrijke politieke beweging gemaakt door de vele oppositie die de partij tegen de oorlog had gevoerd. De oorlog was in 1815 (officieel al in 1814) beëindigd en hoewel geen militaire overwinning voor de Amerikanen voelde de VS zich wel de morele winnaar. Het was tegen deze achtergrond dat de campagne om het presidentschap werd gevoerd.
De Democratisch-Republikeinse Partij nomineerde James Monroe als haar kandidaat. Monroe was in het kabinet van de zittend president James Madison minister van Buitenlandse Zaken. De Federalisten hielden geen officiële nominatieconventie en de meeste aanhangers van de Federalisten steunden de kandidatuur van de tweemaal eerder verslagen vicepresidentskandidaat (1804 en 1808) Rufus King die nu om het hoogste ambt in het land streed.
King had alleen in de noordoostelijke staten enige aanhang van betekenis, terwijl in de rest van het land de populariteit van Madison van doorslaggevend belang zou zijn voor de kansen van diens beoogd opvolger, Monroe.

## Presidentskandidaten

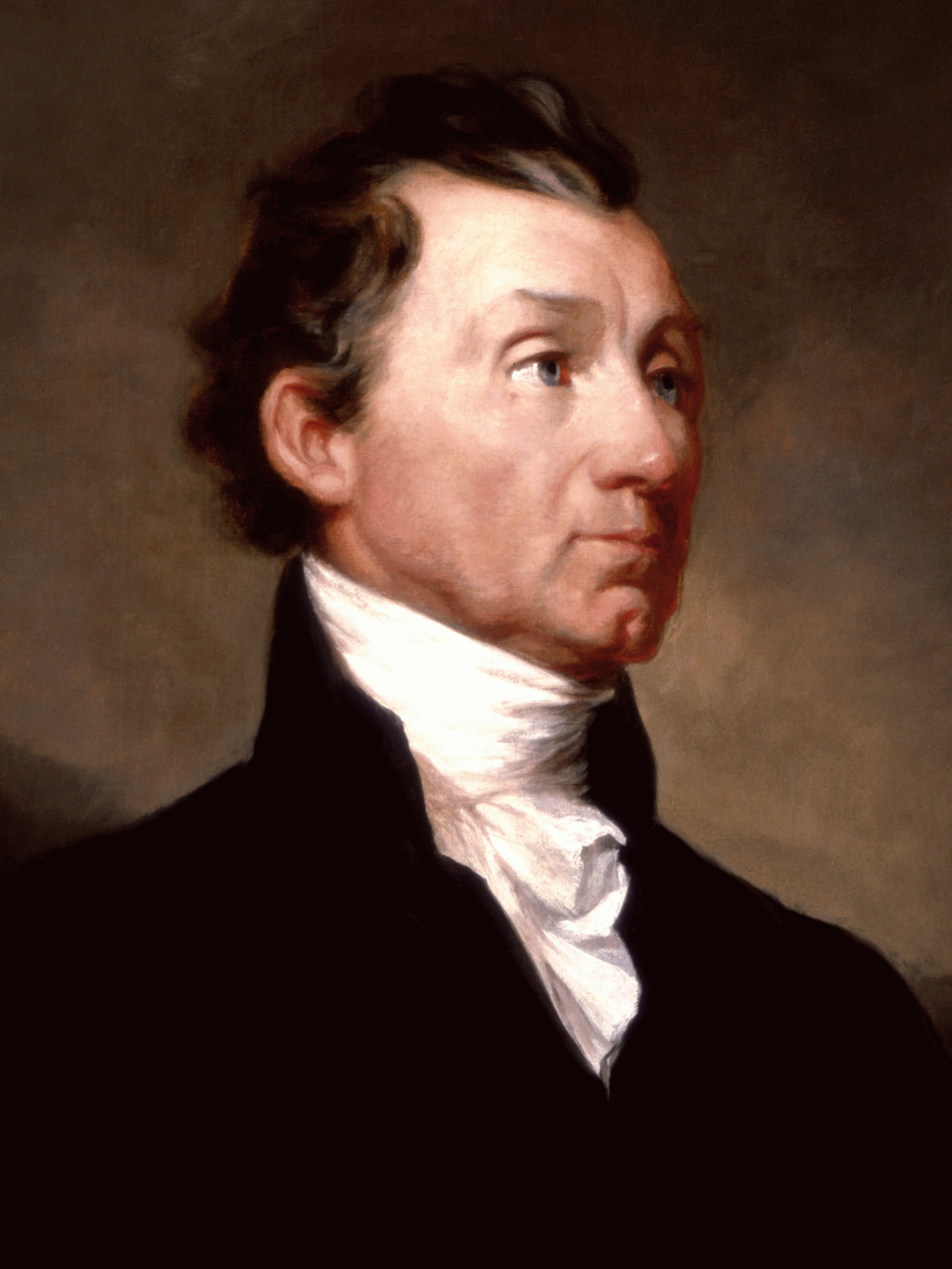
Minister van Buitenlandse Zaken James Monroe uit Virginia Democratisch- Republikeinse Partij
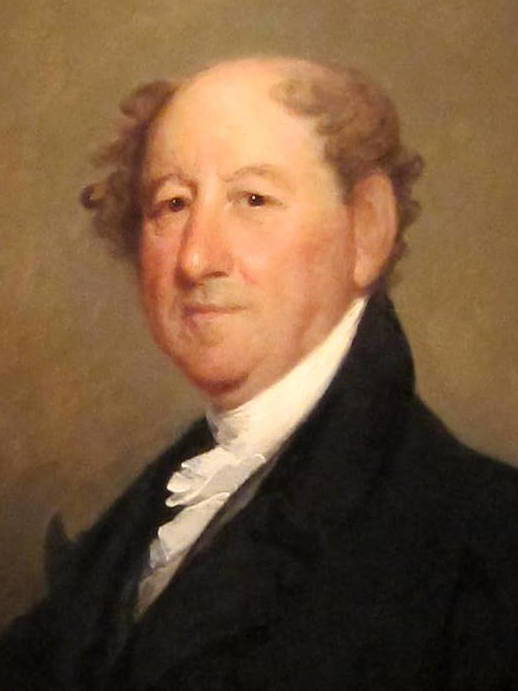
Senator Rufus King uit New York Federalistische Partij

- Minister van 
 Buitenlandse Zaken 
 James Monroe 
 uit Virginia 
 Democratisch-
Republikeinse Partij
- Senator 
 Rufus King 
 uit New York 
 Federalistische Partij

### Vicepresidentskandidaten

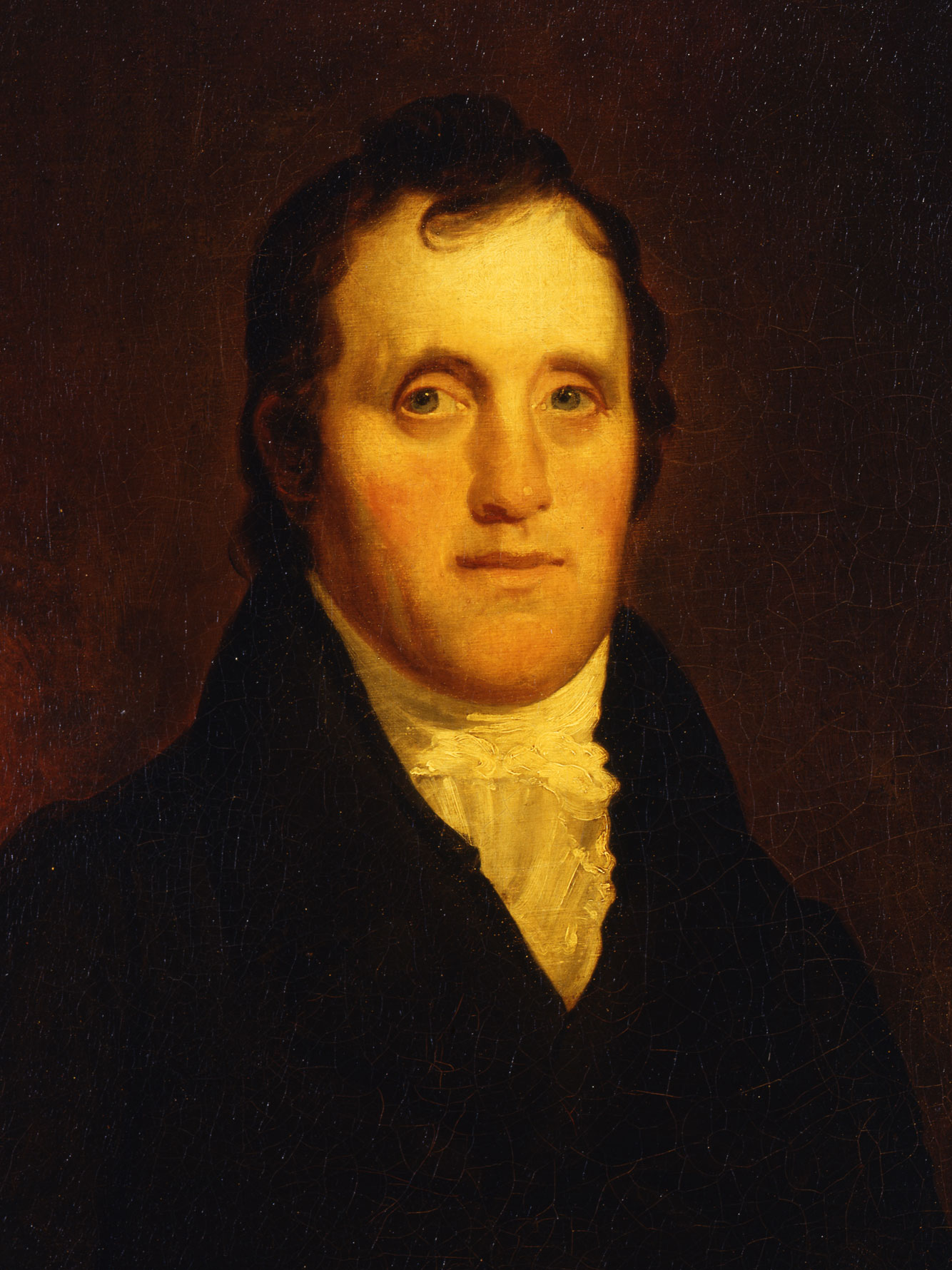
Gouverneur Daniel Tompkins uit New York Democratisch- Republikeinse Partij
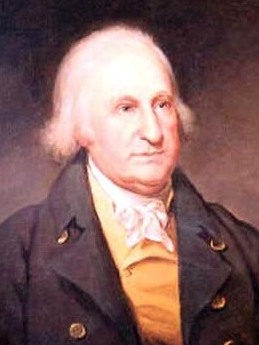
Voormalig Senator John Eager Howard uit Maryland Federalistische Partij

- Gouverneur 
 Daniel Tompkins 
 uit New York 
 Democratisch-
Republikeinse Partij
- Voormalig 
 Senator 
 John Eager Howard 
 uit Maryland 
 Federalistische Partij

## Uitslag
Na telling van de stemmen in het kiescollege had Monroe een overduidelijke winstmarge ten opzichte van King. De uiteindelijke stand was 183-34 in het voordeel van de Democratisch-Republikeinse kandidaat.
| Kandidaat                 | Partij                            | Kiesmannen | Percentage | Running mate    |
| ------------------------- | --------------------------------- | ---------- | ---------- | --------------- |
| James Monroe              | Democratisch-Republikeinse Partij | 183        | 68,2%      | Daniel Tompkins |
| Rufus King                | Federalistische Partij            | 34         | 30,9%      | Zie voetnoot    |
| Niet-stemmende kiesmannen |                                   | 4          | 1,8%       |                 |
| TOTAAL                    |                                   | 221        | 100%       |                 |

Voetnoot: De Federalisten hadden geen nominatieconventie gehouden. De kiesmannen die door King waren veroverd kozen niet allen voor dezelfde kandidaat voor het vicepresidentschap. John Howard kreeg 22 kiesmannen, James Ross 5, John Marshall 4 en Robert Harper 3
| Naam            | James Monroe                      | Rufus King                                                  |
| Partij          | Democratisch-Republikeinse Partij | Federalistische Partij                                      |
| Thuisstaat      | Virginia                          | New York                                                    |
| Running mate    | Daniel Tompkins                   | John Eager Howard, James Ross, John Marshall, Robert Harper |
| Kiesmannen      | 183                               | 34                                                          |
| Gewonnen staten | 16                                | 3                                                           |
| Aantal stemmen  | 76,592                            | 34,740                                                      |
| Percentage      | 68.2%                             | 30.9%                                                       |